# تلمبه رحمانی
تلمبه رحمانی یک منطقهٔ مسکونی در ایران است که در دهستان صحرای باغ واقع شده‌است.